# Christiana Horton
Christiana Horton (c. 1696 - c. 1756) fue una actriz de teatro británica, de origen inglés. Su debut tuvo lugar en el Teatro Drury Lane de Londres, en 1714, cuando interpretó a Melinda en la obra The Recruiting Officer. En dicho teatro permaneció durante veinte años y luego otros quince en el Covent Garden, interpretando en ambos todos los papeles principales de piezas trágicas y comedias. Fue la intérprete original de Mariana en Miser (1733), de Henry Fielding. Barton Booth, su «descubridor», dijo que era la mejor sucesora de Anne Oldfield. 